# زواج المثليين في برمودا
يعتبر زواج المثليين قانونيا في إقليم ما وراء البحار البريطانية برمودا. أصبح قانونيا أولًا في 5 مايو 2017، عندما أعلنت المحكمة العليا في برمودا أن الأزواج المثليين يتمتعون بالحق القانوني في الزواج في الإقليم بعد أن رفع زوجان مثليان دعوى قضائية ضد حكومة برمودا. ومع ذلك، أقر البرلمان في كانون الأول/ديسمبر 2017 مشروع قانون لحظر زواج المثليين وتشريع الشراكات المنزلية، والذي دخل حيز التنفيذ في 1 حزيران/يونيو 2018، رغم أن حالات زواج المثليين التي أجريت قبل ذلك اليوم ظلت معترف بها قانوناً.
استجابة لتجديد الحظر المفروض على زواج المثليين، قُدم طعنان قانونيان يعارضان قانون الشراكة المنزلية. في 6 يونيو 2018، ألغت المحكمة العليا أجزاء من قانون الشراكة المنزلية الذي يحظر زواج المثليين، رغم أنها أبقت على الحكم بينما استأنفته الحكومة في محكمة الاستئناف. أيدت محكمة الاستئناف بحق الأزواج المثليين في الزواج عندما أصدرت حكمها في 23 نوفمبر 2018. يحق للأزواج المثليين الزواج في الإقليم، في حين تنظر اللجنة القضائية التابعة للمجلس الخاص للمملكة المتحدة في استئناف الحكومة.

## تاريخ
أوضحت حكومة برمودا لأول مرة في عام 2004 أنها لن تنظر في الاعتراف بالاتحادات المدنية أو زواج المثليين. في مايو 2006، قدم عضو البرلمان، وزير السياحة السابق رينيه ويب مشروع قانون لعضو خاص لإضافة التوجه الجنسي إلى قانون حقوق الإنسان لعام 1981. تم إسقاط مشروع القانون عندما رفض أعضاء البرلمان مناقشته. اجتماعيا، كان الوضع صعبا بما فيه الكفاية حيث اختار بعض من مثليي الجنس الهجرة، وخاصة إلى لندن في المملكة المتحدة (حيث يكون للمواطنين البرموديين وغيرهم من مواطني أقاليم ما وراء البحار البريطانية الحق في الإقامة)، حتى يكونوا قادرين على أن يكونوا في علاقات مثلية. لاحظ أحد هؤلاء المهاجرين أن العلاقات المثلية يجب أن تكون في الأساس سرية، مع تقديم شركاء فقط «كأصدقاء» والعلاقات بين اثنين من البرموديين صعبة للغاية.
في 18 يونيو 2013، استبعد رئيس الوزراء المنتخب حديثًا وزعيم «تحالف برمودا الواحد» غريغ كانونيير زواج المثليين في برمودا، قائلًا «يمكنني أن أؤكد لكم أن الأمر لا يتعلق بزواج المثليين وتحت قيادتي، لن يحدث هذا.» 
تم تقديم تعديل على البند 15 من قانون الأسباب الزوجية لعام 1974، والذي كان سيعرف الزواج أنه بين رجل وامرأة، إلى البرلمان في عام 2016. وسيلتف التعديل عن أحكام قانون حقوق الإنسان لعام 1981 المناهضة للتمييز على أساس التوجه الجنسي والاحتفاظ بلغة تفيد بأن الزواج يقتصر على رجل وامرأة. في 8 يوليو 2016، أقر مجلس النواب مشروع القانون بأغلبية 20 صوتًا لصالحه مقابل 10 أصوات ضده (20-10). في 21 يوليو 2016، رفض مجلس الشيوخ التشريع بتصويت 5 أصوات لصالحه مقابل 6 أصوات ضده (5-6).

### الاستفتاء (2016)
في 11 فبراير 2016، أعلن النائب العام تريفور مونيز أن الحكومة ستقدم مشروع قانون لتشريع الاتحادات المدنية للشركاء المثليين، واستبعد تقنين زواج المثليين. في 29 فبراير 2016، أعلنت الحكومة عزمها على إجراء استفتاء على زواج المثليين والاتحادات المدنية. في 12 مارس 2016، أعلن رئيس وزراء برمودا مايكل دونكلي أن الاستفتاء سيتم في منتصف يونيو 2016. نتائج الاستفتاء لن تكون ملزمة ووصفها دونكلي بأنها مجرد وسيلة للحصول على بعض الوضوح حول هذه القضية. سئل الناخبون عن سؤالين: «هل تؤيد زواج المثليين في برمودا؟» و «هل تؤيد الاتحادات المدنية المثلية في برمودا؟» أضاف زعيم المعارضة مارك بين أنه بعد إعلان نتائج الاستفتاء، ستحكم الحكومة وفقًا لذلك.
تم إجراء الاستفتاء غير الملزم حول زواج المثليين في برمودا في 23 يونيو 2016. سئل الناخبون عن سؤالين؛ ما إذا كانوا يؤيدون زواج المثليين وما إذا كانت يؤيدون الاتحادات المدنية المثلية. تم رفض كلا الاقتراحين من قبل 60% إلى 70% من الناخبين، على الرغم من أن الاستفتاء كان غير قانوني من الناحية القانونية حيث أن أقل من 50% من الناخبين المؤهلين قد صوتوا.

### الأوامر القضائية
وجد حكم صادر عن المحكمة العليا في برمودا في نوفمبر/تشرين الثاني 2015 أن الشركاء المثليين جنسياً لسكان برمودا يجب أن يتمتعوا بنفس الحقوق في العمل والاستحقاقات التي يتمتع بها جميع الأزواج الآخرين في برمودا، دون قيود من متطلبات الهجرة. لم تشر الحكومة إلى أنها ستستأنف القرار؛ ومع ذلك، فقد طلبوا تعليق تنفيذ الحكم من أجل تقييم النطاق الكامل للحكم على مثل هذه القوانين التي تؤثر على «الإفلاس، العقارات، الوصايا، قواعد الخلافة، الحق في الميراث أو تلقي الوصايا، تشريع التأمين الصحي، المعاشات التقاعدية والتأمينات الاجتماعية». دخل الحكم حيز التنفيذ في 29 فبراير 2016.
في يونيو 2016، بعد الاستفتاء، أشار زوجان مثليان إلى أنهم سوف يتقدمون بطلب للحصول على تراخيص الزواج والأمل في صدور حكم من المحكمة لتسوية القضية. في 6 يوليو 2016، قدم زوجان مثليان إشعارًا بعزمهما على الزواج مع رسالة مرفقة من محاميهما يطلب فيها نشر الشعارات في غضون يومين. ومضت الرسالة إلى أنه ما لم يخطر المسجل الطرفين في غضون الإطار الزمني لمدة يومين، ستبدأ الإجراءات في المحكمة العليا في برمودا.
في 8 يوليو 2016، رفض مكتب المسجل العام طلب نشر الشعارات للزوجين المثليين الذين تقدموا بطلب للحصول على ترخيص في وقت سابق من الأسبوع، مما دفع محاميهم إلى رفع أمر يطلب من المحكمة العليا تحدد ما إذا كان الرفض يتعارض مع أحكام قانون حقوق الإنسان.
تم الاستماع إلى القضية من قبل القائمة بأعمال رئيس القضاة تشارلز إيتا سيمونز من المحكمة العليا في الفترة من 1 إلى 3 فبراير 2017.

#### حكم المحكمة العليا (2017)
أصدرت القاضية تشارلز إيتا سيمونز حكمها لصالح زواج المثليين في 5 مايو 2017. كتبت القاضية سيمونز؛ «فيما يتعلق بالوقائع، تعرض مقدمو الطلبات (وينستون غودوين وخطيبه الكندي غريغ ديروش) للتمييز على أساس توجههم الجنسي عندما رفض المسجل معالجة إخطارهم بالزواج المقصود... يحق لمقدمي الطلبات الحصول على أمر من منداموس يجبر المسجل على التصرف وفقًا لمتطلبات قانون الزواج 1944 وإعلان بأن الأزواج المثليين يحق لهم الزواج بموجب قانون الزواج 1944.»
أصدر «تحالف قوس قزح» (بالإنجليزية: Rainbow Alliance)‏ الذي يدعم زواج المثليين بيانًا عقب الحكم قائلًا «الحكم هو انتصار لجميع الأشخاص المثليين المحبين في برمودا [ويضمن أن يتمتع الأزواج المثليون بالحماية القانونية نفسها التي يتمتع بها الأزواج المغايرون.» صرحت منظمة «الحفاظ على الزواج» (بالإنجليزية: Preserve Marriage)‏، التي تعارض زواج المثليين، بأن الحكم كان «هجومًا على الزواج التقليدي [و] على القيم المسيحية وغيرها من القيم العقائدية القائمة على الدين».
تضمن حكم القاضية سيمونز مسودة أمر لتنفيذ الحكم، رغم أنها سمعت من المحامي بشروط دقيقة للأمر النهائي قبل تنفيذه. تم نشر الأمر النهائي، الذي تضمن مطلبًا من جانب الحكومة لدفع التكاليف القانونية لمقدمي الدعوة القضائية، في 22 سبتمبر 2017.
في 9 مايو 2017، قال وزير الشؤون الداخلية بات غوردون بامبلين إن الحكومة لن تستأنف الحكم. نشر المسجل العام أول حفلات زفاف لزوجين مثليين في 17 مايو، وتم الاحتفال بأول حفل زواج المثليين في برمودا في 31 مايو 2017.
تم الترحيب بالحكم من قبل مشغلي العديد من خطوط الرحلات البحرية مع السفن التي ترفع علم برمودا، والتي تتم فيها مراسم الزواج بموجب قانون برمودا.
سعت منظمة «الحفاظ على الزواج»، التي تدخلت في الإجراءات، ومجموعة منفصلة تعارض زواج المثليين، إلى استئناف القرار أمام هيئة المحكمة العليا بكامل هيئتها، ولكن لم يُمنح أبدا إذن الاستئناف للملتمسين.

### قانون الشراكة المنزلية 2018
بعد انتخابات يوليو 2017، والتي أسفرت عن عودة حزب العمال التقدمي إلى أغلبية مريحة من النواب في مجلس النواب، صرّح النائب عن حزب العمال التقدمي وين فوربرت بأنه سيعيد تقديم مشروع قانون يحظر زواج المثليين في البرلمان في سبتمبر، وقال انه يتوقع تمرير مشروع القانون. صرح فوربرت أن مشروع القانون لن يحتاج إلا إلى إقراره من مجلس الشيوخ إذا تم تعديله؛ إذا مر في شكله الحالي فلن يحتاج إلى موافقة مجلس الشيوخ قبل إرساله إلى الحاكم للموافقة الملكية. ذكرت الحكومة أنه إذا مر مشروع قانون عضو فوربرت الخاص في البرلمان، فسوف تضع مشروع قانون يسمح بحقوق للشركاء المثليين مساوية لحقوق الشركاء المغايرين غير المتزوجين؛ أقرب إلى الاتحادات المدنية. عقب إعلان فوربرت، شكك العديد من الخبراء في قدرة مشروع القانون على تجنب التدقيق في مجلس الشيوخ، خاصة إذا تم تعديله لاتخاذ ترتيبات لحالات زواج المثليين التي تم عقدها.
في 2 نوفمبر 2017، قدمت الحكومة المنتخبة حديثًا مشروع قانون لاستبدال زواج المثليين بالشراكات المنزلية. عقد أسبوعان من المشاورات العامة حول مشروع القانون في مواقع مختلفة. تعرض مشروع القانون لانتقادات شديدة من قبل جماعات حقوق الإنسان ولجنة حقوق الإنسان و«تحالف قوس قزح في برمودا»، الذين وصفوه بأنه «محرج» و «مخيب للآمال». سيوفر القانون للشركاء المنزليين العديد من الحقوق ذاتها التي يتمتع بها الأزواج، خاصة في مجالات مثل المعاشات التقاعدية والميراث والرعاية الصحية والضرائب والهجرة. تمت مناقشة مشروع القانون في مجلس النواب و
وتم إقراره في 8 ديسمبر 2017 بتصويت 24 صوتا لصالحه مقابل 10 أصوات ضده (24-10). ثم أقره مجلس الشيوخ في 13 ديسمبر 2017 بتصويت 8 أصوات لصالحه مقابل 3 أصوات ضده (8-3). نوقش تقديم الموافقة الملكية، وعادة ما يكون إجراءً شكليًا، في برلمان المملكة المتحدة وكان موضوع مراجعة مطولة من قبل الحكومة البريطانية وحاكم برمودا. تلقى وزير الخارجية بوريس جونسون دعوات لحجب موافقته على مشروع القانون، لأن حكام الأقاليم قد يرفضون الموافقة على مشاريع قوانين معينة ولكن تلزمهم موافقة وزارة الخارجية وشؤون الكومنولث للقيام بذلك. وفي النهاية، وافق الحاكم في 7 فبراير 2018 على مشروع القانون، مما سمح بتنفيذ القانون في يوم يعينه وزير الداخلية. انتقد عدد من السياسيين الدوليين ومنظمات حقوق الإنسان هذا التغيير وجادلوا بأن هذه الخطوة ستضر صناعة السياحة بالجزيرة في نهاية المطاف. ستبقى حالات زواج المثليين التي تمت قبل بدء القانون معترفا بها بموجب القانون الجديد.
أعربت هيئة السياحة البرمودية عن مخاوفها ومخاوفها من أن برمودا ستواجه تداعيات اقتصادية إذا دخل القانون حيز التنفيذ.
تلقى إلغاء برمودا لزواج المثليين تغطية إعلامية دولية كبيرة. ذكرت الغارديان ونيويورك تايمز أن «برمودا تصبح أول دولة تلغي زواج المثليين». قوبل الإلغاء بدعوات للمقاطعة. سرعان ما بدأ هاشتاغ #BoycottBermuda بالتداول على تويتر وغيرها من وسائل التواصل الاجتماعي.
ورداً على ذلك، اقترحت منظمات المثليين الطعن في القانون في المحكمة، لأنه «يزيل حقًا أساسيًا من حقوق الإنسان.» قال المحامي مارك بوتينغل، الذي جادل بنجاح أمام المحكمة العليا أن زواج المثليين كان حقًا من حقوق الإنسان في عام 2017، وقال إن أي إجراء قانوني آخر سوف يحتاج إلى سماعه في المحاكم العليا، أي المحاكم الأوروبية.
في 28 فبراير 2018، أعلن وزير الداخلية وولتر روبان أن قانون الشراكة المنزلية 2018 سيدخل حيز التنفيذ في 1 يونيو 2018. وبأن الأزواج المثليين الذين يرغبون في الزواج قبل ذلك التاريخ يجب عليهم التقدم بطلب للحصول على رخصة زواج قبل 12 مايو. تم إصدار إشعار بدء العمل بالقانون في 9 أبريل 2018.

#### التحديات القانونية
قُدم الطعن ضد القانون إلى المحكمة العليا في 16 فبراير 2018. تم الإعلان عن دعوى قضائية ثانية ضد القانون في 3 أبريل 2018. وعقدت جلسة استماع للقضية في 21 و 22 مايو 2018 أمام رئيس قضاة المحكمة.
حكمت المحكمة في هذا الشأن في 6 يونيو 2018. ألغت المحكمة أجزاء القانون التي منعت الأزواج المثليين من الزواج، ورأت أن «الحفاظ على أو استعادة تعريف الزواج الذي يحرم أولئك الذين يؤمنون بزواج المثليين من التمييز ضدهم على أساس عقيدتهم خلافا للمادة 12 من دستور برمودا».
وافقت المحكمة على طلب من المدعي العام لإيقاف الحكم لمدة ستة أسابيع، للسماح للحكومة للنظر في الاستئناف. في 5 يوليو، أكد وزير الداخلية أنه تم تقديم استئناف إلى محكمة الاستئناف. استمعت المحكمة إلى الحجج الشفهية في 7 و 8 و 9 نوفمبر 2018. في 23 نوفمبر، أيدت المحكمة قرار المحكمة العليا ورفضت وقف القرار. في 13 ديسمبر 2018، أعلن وزير الداخلية، وولتر روبان، أن الحكومة تقدمت بطلب إلى محكمة الاستئناف للحصول على إذن لاستئناف الحكم اللجنة القضائية التابعة للمجلس الخاص للمملكة المتحدة.
أظهر تقدير في مارس 2019 أن قضايا المحاكم المتعلقة بزواج المثليين قد كلفت ما بين 120,000 و 150,000 دولار أمريكي. ومع ذلك، اقترح تقدير أجرته منظمة «آوتبرمودا» (بالإنجليزية: OutBermuda)‏ في مايو 2019 أن التكلفة الإجمالية للقضايا في المحاكم من المرجح أن تكلف دافعي الضرائب ما يصل إلى 3 ملايين دولار أمريكي.

### الاحصائيات
بين مايو 2017 ويونيو 2018، تزوج 20 من الأزواج المثليين في برمودا، منهم 14 في الجزيرة نفسها و 6 على متن سفن برمودية مسجلة. كما تم عقد حالتي زواج مثلي أخرتين منذ صدور حكم محكمة الاستئناف في نوفمبر 2018.
بحلول مايو 2019، دخل 3 أزواج في شراكات منزلية، مع وجود شراكة واحدة أخرى في الانتظار.

## الرأي العام
أظهر استطلاع للرأي في يوليو 2010 أن 27% يؤيدون زواج المثليين وأن 51% ضده.
وجد استطلاع أجرته «غلوبال ريسيرش» في أكتوبر 2015، بتكليف من جريدة «رويال غازات»، أن 48% من البرموديين يؤيدون زواج المثليين، بينما يعارض 44% ذلك.